# トリロスタン
トリロスタン（Trilostane）は、ヒトのクッシング症候群、コン症候群、閉経後乳癌などの治療に使用されてきた医薬品である。米国では1990年代にヒトへの使用が中止されたが、その後、2000年代にイヌのクッシング症候群の治療薬として獣医学的に使用が承認された。日本では2021年現在でもヒトへの使用が認められている。投与方法は、経口投与である。

## 効能・効果
- 特発性アルドステロン症
- 手術適応とならない原発性アルドステロン症およびクッシング症候群
  - 上記疾患におけるアルドステロンおよびコルチゾール分泌過剰状態の改善ならびにそれに伴う諸症状の改善[8]

トリロスタンは、ヒトにおけるクッシング症候群（高コルチゾール血症）、コン症候群（高アルドステロン血症）、閉経後乳癌の治療に使用されている。乳癌の治療に使用する場合、トリロスタンは糖質コルチコイドの欠乏を防ぐためにコルチコステロイドと併用して投与される。

## 獣医学領域
トリロスタンはイヌのクッシング症候群の治療に使用される。この効能に対するトリロスタンの安全性と有効性は、いくつかの研究で示されている。成功は、血液検査の結果と身体的症状の改善（食欲と活動レベルの正常化、および浅速呼吸、口渇、排尿の減少）によって評価された。

## 禁忌・慎重投与

### 禁忌
妊婦または妊娠している可能性のある婦人

### 慎重投与
重篤な腎障害または肝障害のある患者
副腎皮質機能の低下している患者
副腎皮質機能抑制剤を投与中の患者

### 獣医学領域
以下のようなイヌには投与してはならない。
- 腎臓や肝臓に疾患がある[11][12]。
- 心血管疾患の治療のために特定の薬を服用している[13]。
- 妊娠中、授乳中、または繁殖を目的としている[11][12]。

## 副作用
重大な副作用は設定されていない。
悪心・嘔吐、食欲不振などの消化器症状（7.4％）、AST(GOT)・ALT(GPT)の上昇などの肝機能異常(4.1％)、発疹・紅斑、瘙痒感などの過敏症状（3.7％）などが発生する。
トリロスタンとコルチコステロイドを併用した場合のヒトでの副作用には、胃炎、嘔気、嘔吐、下痢などの消化器系の副作用がある。非ステロイド性抗炎症薬（NSAID）は、トリロスタンによる下痢の発生率を低下させる可能性がある。消化性潰瘍、糜爛性胃炎、胃穿孔、吐血、下血など、トリロスタン単独またはNSAIDとの併用による深刻な消化器系の副作用が発生する可能性がある。トリロスタンにより、可逆性顆粒球減少症および一過性の口腔内感覚障害が起こる可能性がある。

## 作用機序

トリロスタンは3β-HSDを阻害する。

トリロスタンは、ステロイド生成を阻害する薬剤である。特に3β-ヒドロキシステロイドデヒドロゲナーゼ（3β-HSD）を阻害する。この作用により、トリロスタンは、プレグネノロン、17α-ヒドロキシプレグネノロン、デヒドロエピアンドロステロン（DHEA）、アンドロステンジオールなどのΔ5-3β-ヒドロキシステロイドが、プロゲステロン、17α-ヒドロキシプロゲステロン、アンドロステンジオン、テストステロンなどのΔ4-3-ケトステロイドにそれぞれ変換されるのを阻害する。その結果、トリロスタンは、アンドロゲン、エストロゲン、プロゲストーゲン、糖質コルチコイド、鉱質コルチコイドなど、あらゆる種類のステロイドホルモンの産生を阻害する。
クッシング症候群やコン症候群におけるトリロスタンの作用機序は、副腎におけるコルチゾールやアルドステロンなどの副腎皮質ホルモンの産生を阻害することにある。また、トリロスタンは、プロゲステロンの合成を阻害することから、人工妊娠中絶薬としても使用されている。
トリロスタンはアロマターゼ阻害剤ではないので、アンドロステンジオンやテストステロンなどのアンドロゲンがエストロンやエストラジオールなどのエストロゲンに変換されるのを阻害しない。しかし、トリロスタンは、それにも拘わらず、アンドロゲン合成を阻害することでエストロゲン合成を阻害する可能性がある。
ステロイド合成阻害に加えて、トリロスタンは、エストロゲン受容体との直接的かつ推定上のアロステリックな相互作用を介して、非競合的な抗エストロゲン薬として作用することが判明している。閉経後の乳癌に対するトリロスタンの有効性は、この明らかな抗エストロゲン活性に関連していると考えられる。また、トリロスタンはアンドロゲン受容体の作動薬として作用することが知られている。そのため、男性の前立腺癌患者への使用には注意が必要である。

## 薬物動態
トリロスタンは、肝臓で代謝される。トリロスタンの主な代謝物は17-ケトトリロスタンである。トリロスタンから17-ケトトリロスタンへの変換は可逆的であることから、トリロスタンと17-ケトトリロスタンは体内で相互に変換されることが示唆されている。17-ケトトリロスタンはトリロスタンの3倍以上の濃度で循環しており、3β-HSD阻害剤としてトリロスタンよりも活性が高い。トリロスタンと17-ケトトリロスタンの消失半減期はともに1.2時間であり、トリロスタンの服用後6～8時間で血中から消失する。17-ケトトリロスタンは腎臓から排泄される。

## 化学的特徴
トリロスタンの化学名は、4α,5-epoxy-3,17β-dihydroxy-5α-androst-2-ene-2-carbonitrileで、合成アンドロスタンステロイドであり、3α-アンドロスタンジオール、3β-アンドロスタンジオール、ジヒドロテストステロンのような5α-還元型アンドロスタン類縁体の誘導体である。

### 合成法
トリロスタンは、テストステロンから4段階で合成できる。

## 歴史
リロスタンは1970年にスターリング・ウィンスロップ研究所で合成され、1980年より英国で使用され始めた:1。日本でも1985年に使用承認された。
トリロスタンは、1994年4月に米国市場でのヒトへの使用が中止された。英国でもヒトのクッシング病および乳癌の治療薬として使用されていたが、最終的には英国でも使用中止となった。
トリロスタンは、米国では2008年にイヌのクッシング病（副腎皮質機能亢進症）の治療薬として承認された。英国では、米国で承認される前から、イヌ用に処方されていた。また、本剤はイヌの皮膚疾患であるX型脱毛症の治療にも使用されている。

## 研究
トリロスタンは、閉経前乳癌の治療薬として研究されていた。

## 参考資料
1. 1 2 3 4 5 6 7 8 9 10 11 12 13 14 15 16 17 18 19 20 21 22 23 24 25 26 27 28  “Trilostane in advanced breast cancer”. Expert Opin Pharmacother 7 (17):  2413–9. (December 2006). doi:10.1517/14656566.7.17.2413. PMID 17109615.
2. 1 2  J. Elks (14 November 2014). The Dictionary of Drugs: Chemical Data: Chemical Data, Structures and Bibliographies. Springer. pp. 1245–. ISBN 978-1-4757-2085-3
3. 1 2  I.K. Morton; Judith M. Hall (6 December 2012). Concise Dictionary of Pharmacological Agents: Properties and Synonyms. Springer Science & Business Media. pp. 281–. ISBN 978-94-011-4439-1
4. ↑  Martin Negwer (1987). Organic-chemical Drugs and Their Synonyms: (an International Survey). VCH Publishers. ISBN 978-0-89573-552-2. "5870 (6516) C20H2:NOs 13647-35-3 42,5-Epoxy-173-hydroxy-3-oxo-50-androstane-22carbonitrile = (22,42,52,173)-4,5-Epoxy-17-hydroxy-3-oxoandrostane-2-carbonitrile (e) S Desopan, Modrastane, Modrenal, Trilostane”, Trilox, Win 24 540, Winstan U Adrenocortical suppressant (steroid biosynthesis inhibitor)"
5. ↑  George W.A Milne (8 May 2018). Drugs: Synonyms and Properties: Synonyms and Properties. Taylor & Francis. pp. 34–. ISBN 978-1-351-78989-9
6. 1 2 3  “Possible therapeutic effect of trilostane in rodent models of inflammation and nociception”. Curr Ther Res Clin Exp 75:  71–6. (December 2013). doi:10.1016/j.curtheres.2013.09.004. PMC 3898193. PMID 24465047.
7. ↑  “Cushing's Disease in Dogs Part 3: Current & Investigative Options for Therapy” (英語). Today's Veterinary Practice (2016年2月24日). 2021年1月4日閲覧。
8. 1 2 3 4 5 6 7 8  “デソパン錠60mg 添付文書”. www.pmda.go.jp.   PMDA. 2021年8月21日閲覧。
9. 1 2 3  “Trilostane treatment in dogs with pituitary-dependent hyperadrenocorticism”. Australian Veterinary Journal 81 (10):  600–7. (October 2003). doi:10.1111/j.1751-0813.2003.tb12498.x. PMID 15080470 2011年4月5日閲覧。. (PDF)
10. 1 2  “Treating Cushing's Disease in Dogs”.   US Food and Drug Administration. 2011年4月3日閲覧。
11. 1 2 3  “Vetoryl-Contraindications”.   NOAH Compendium of Animal Health-National Office of Animal Health UK. 2011年4月3日閲覧。
12. 1 2  “Dechra US Datasheet-Vetoryl”.   Dechra US. 2011年4月3日閲覧。 (PDF)
13. ↑  “Cushing's Disease in Dogs” (英語). NASC LIVE. 2021年1月4日閲覧。
14. ↑  de Gier J; Wolthers CH; Galac S; Okkens AC; Kooistra HS (April 2011). “Effects of the 3β-hydroxysteroid dehydrogenase inhibitor trilostane on luteal progesterone production in the dog”. Theriogenology 75 (7):  1271–9. doi:10.1016/j.theriogenology.2010.11.041. PMID 21295836.
15. ↑  Reusch, Claudia E. (2006年). “Trilostane-5 Years of Clinical Experience for the Treatment of Cushing's Disease”.   Ohio State University Endocrinology Symposium. pp. 17–19. 2011年4月5日閲覧。 (PDF)
16. ↑  Reusch, Claudia E. (2010年). “Trilostane-A Review of a Success Story”.   World Small Animal Veterinary Association (WSAVA). 2011年4月5日閲覧。
17. ↑  “Inhibition of progesterone secretion with trilostane for mid-trimester termination of pregnancy: randomized controlled trials”. Human Reproduction (Oxford, England) 17 (6):  1483–9. (June 2002). doi:10.1093/humrep/17.6.1483. PMID 12042266.
18. 1 2  “Non-competitive steroid inhibition of oestrogen receptor functions”. Int. J. Cancer 101 (1):  17–22. (September 2002). doi:10.1002/ijc.10547. PMID 12209583.
19. 1 2  Glover, Hilary R.; Barker, Stewart; Malouitre, Sylvanie D. M.; Puddefoot, John R.; Vinson, Gavin P. (2010). “Multiple Routes to Oestrogen Antagonism”. Pharmaceuticals 3 (11):  3417–3434. doi:10.3390/ph3113417. ISSN 1424-8247.
20. ↑  “Trilostane, an inhibitor of 3β-hydroxysteroid dehydrogenase, has an agonistic activity on androgen receptor in human prostate cancer cells”. Cancer Lett. 297 (2):  226–30. (November 2010). doi:10.1016/j.canlet.2010.05.015. PMID 20831980.
21. ↑  “デソパン錠60mg インタビューフォーム”. www.pmda.go.jp.   PMDA. 2021年8月21日閲覧。
22. 1 2  Cook, Audrey K. (2008年2月1日). “Trilostane: A therapeutic consideration for canine hyperadrenocorticism”.   DVM 360. 2011年4月5日閲覧。
23. ↑  “Trilostane consumer information”.   Drugs.com (2009年1月4日). 2008年2月12日時点のオリジナルよりアーカイブ。2011年4月3日閲覧。
24. ↑  “Modrenal consumer information”.   Drugs.com UK. 2011年4月3日閲覧。
25. ↑  “Modrenal”.   electronic Medicines Compendium UK. 2011年4月3日閲覧。
26. ↑  “Vetoryl approval information”.   Food and Drug Administration (2008年12月5日). 2011年4月3日閲覧。
27. ↑  Hillier, Andrew (2006年). “Alopecia: Is an Endocrine Disorder Responsible?”.   Ohio State University Endocrinology Symposium. p. 12 of 67. 2011年4月8日閲覧。 (PDF)
28. ↑  Cerundolo, Rosario; Lloyd, David H.; Persechino, Angelo; Evans, Helen; Cauvin, Andria (2004). “Treatment of Canine Alopecia X with trilostane”. Veterinary Dermatology (European Society of Veterinary Dermatology) 15 (5):  285–93. doi:10.1111/j.1365-3164.2004.00403.x. PMID 15500480 2011年5月16日閲覧。. (PDF)